# Camellia grijsii
Espèce
Synonymes
- Camellia grijsii var. grijsii[1]
- Camellia odorata L.S.Xie & Z.Y.Zhang[1]
- Camellia yuhsienensis Hu[1]
- Thea grijsii (Hance) Kochs[1]

Statut de conservation UICN

 DD  : Données insuffisantes
Camellia grijsii est une espèce de plantes à fleurs de la famille des Theaceae.

## Liste des variétés
Selon Catalogue of Life (9 avril 2019) :
- variété Camellia grijsii var. shensiensis

Selon NCBI (9 avril 2019) :
- variété Camellia grijsii var. shensiensis (Hung T.Chang) T.L.Ming

Selon Tropicos (9 avril 2019) (Attention liste brute contenant possiblement des synonymes) :
- variété Camellia grijsii var. grijsii
- variété Camellia grijsii var. shensiensis (H.T. Chang) T.L. Ming

## Publication originale
- Journal of Botany, British and Foreign 17: 9. 1879.